# Cinorrodo
Il cinòrrodo è un falso frutto, ossia un frutto prodotto da strutture fiorali diverse dall'ovario. Tipico del genere Rosa, deriva dall'ingrossamento del ricettacolo, è carnoso e forma una coppa che contiene gli acheni, i veri frutti di colore giallo o marrone, frammisti a peli.
La forma, il colore e le dimensioni dei cinorrodi delle diverse specie varia molto: a maturazione sono arancioni o rossi, tra 15 e 25 mm di lunghezza; possono avere forma allungata o sferica ed essere ricoperti o meno da sottili aculei. Nella parte superiore è possibile vedere i resti degli stami e dei sepali. All'interno sono presenti i veri frutti (da 10 a 30 acheni), che a loro volta contengono ognuno un seme. 
Nelle varietà di rosa definite "botaniche" i cinorrodi costituiscono una caratteristica ornamentale.

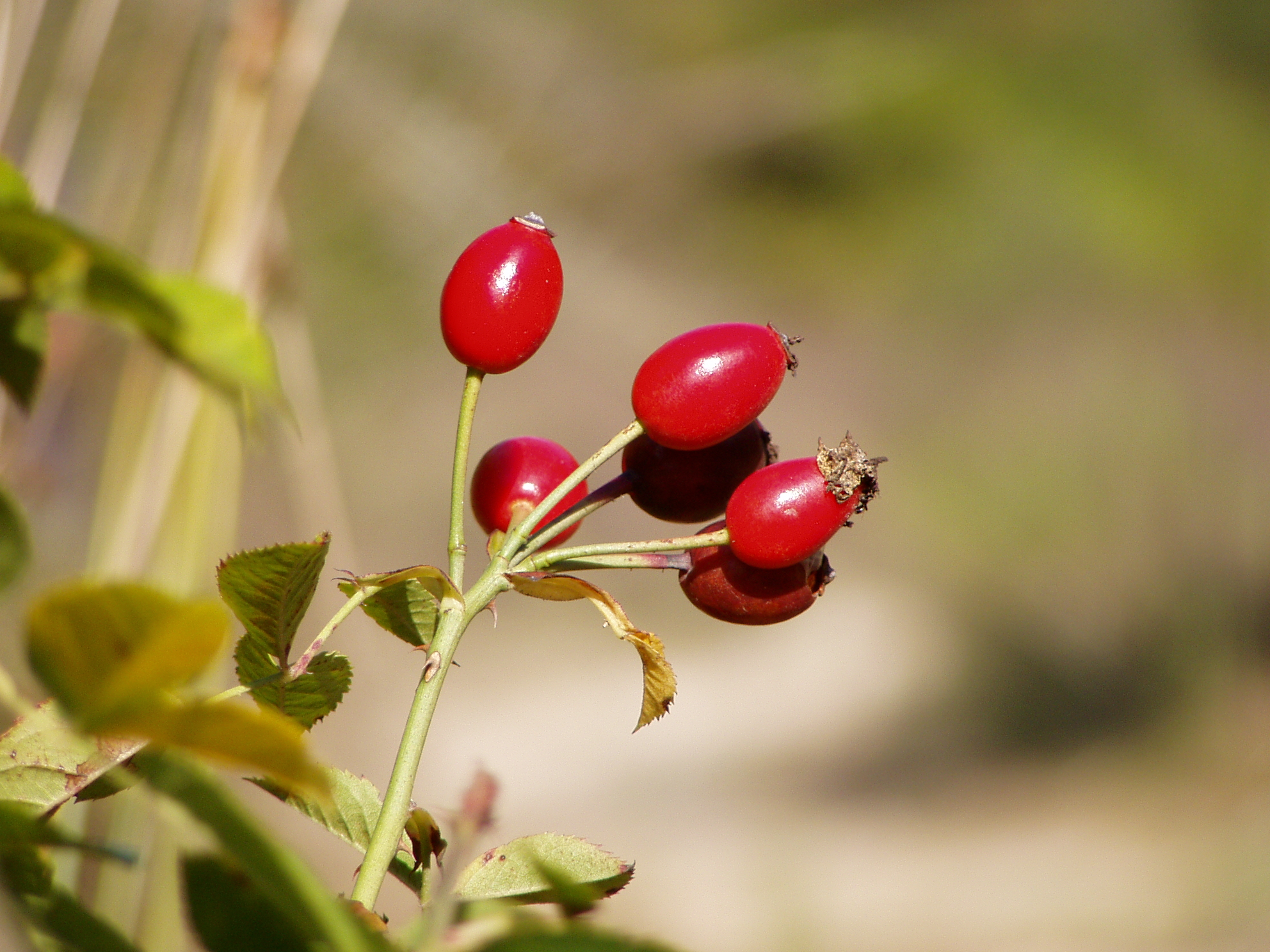
Cinorrodi di Rosa canina
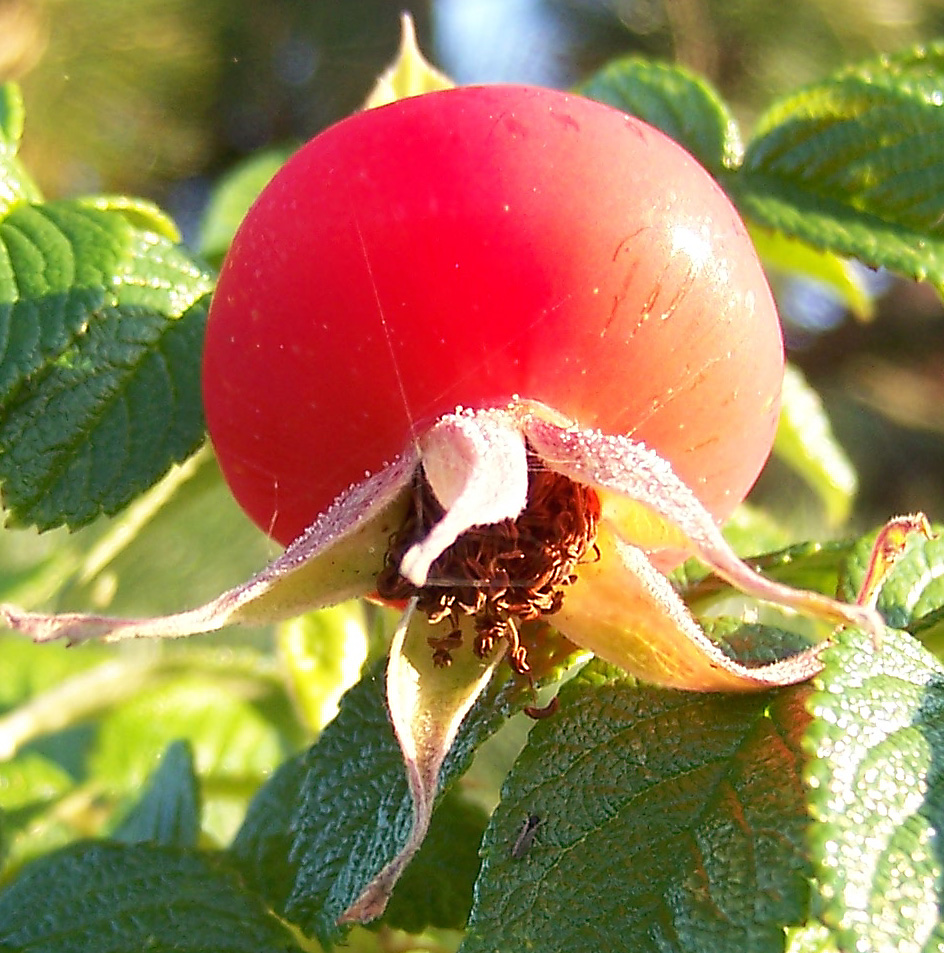
Cinorrodi di Rosa rugosa
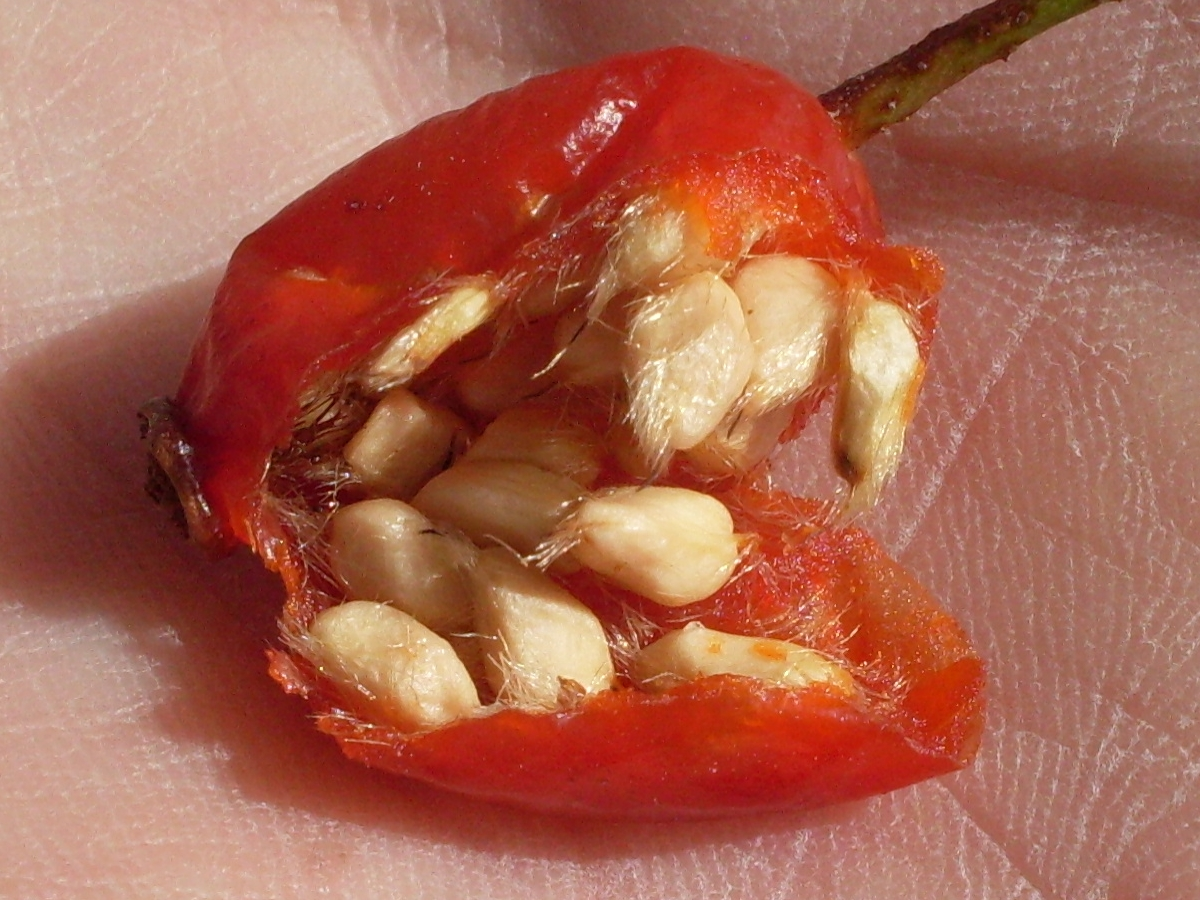
Cinorrodo aperto mostrante i veri frutti (acheni)

## Usi

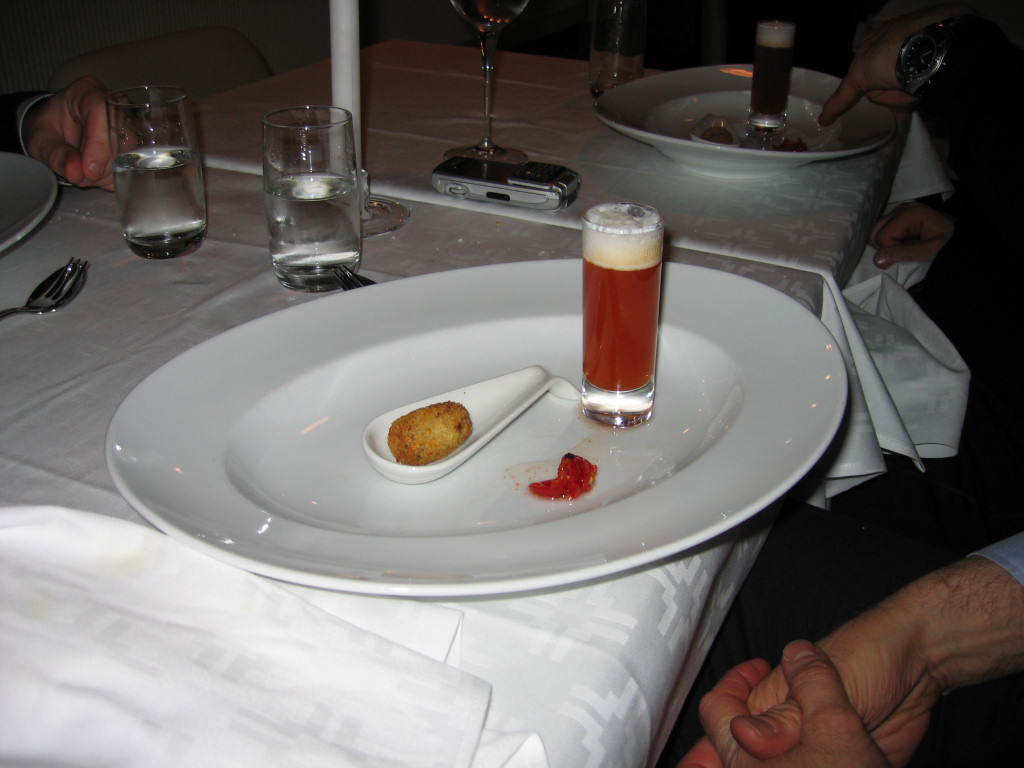
Nyponsoppa, dessert svedese preparato con rosa canina.

Con i cinorrodi della rosa canina si prepara una confettura; si possono fare infusi con acqua bollente, popolarmente indicati a sollievo del raffreddore, nonché un piacevole liquore ottenuto dopo infusione per un mese circa dei cinorrodi con alcool alimentare, zucchero e acqua.
In Slovenia viene prodotta una bibita analcolica, la Cockta.
In Svezia i cinorrodi sono la base della nyponsoppa, letteralmente zuppa di rosa canina, servita come dessert o antipasto.
I frutti di rosa canina selvatica sono particolarmente ricchi di acido ascorbico (vitamina C): di norma 426 mg per 100 g, ossia lo 0,4% in peso, ma i test RP-HPLC su cinorrodi di rosa canina freschi e su diversi prodotti disponibili in commercio dimostrano che il contenuto può variare notevolmente: dallo 0,03 al 1,3%